# Silo (re)
Silo (Silo anche in spagnolo, in galiziano, in asturiano, in catalano e in portoghese; prima metà dell'VIII secolo – Pravia, 783) fu re delle Asturie dal 774 al 783, e, durante il suo regno, trasferì la capitale del regno da Cangas de Onís a Pravia.

## Origine
Silo fu il primo monarca asturiano a non essere discendente di Pelagio o di Pietro di Cantabria; Era un nobile asturiano, proveniente da una famiglia originaria di Pravia e, stando al Codex Vigilanus o Chronicon Albeldense di madre araba (Cum  Spania  ob  causam matris  pacem  habuit); comunque che Silo appartenesse ad una famiglia nobile viene riportato sia dalla Cronología y genealogía de los Reyes de Asturias (magnate del palacio de Aurelio), che il Diccionario biográfico español, Real Academia de la Historia (buscar ese origen en la zona centro-occidental de Asturias y entre los representantes de sus aristocracias locales), e La web de las biografias (noble destacado de la corte de Fruela I).

Mappa della penisola iberica, nella seconda metà dell'VIII secolo

## Biografia
Di Silo, prima del matrimonio con Adosinda, si hanno pochissime notizie; La web de las biografias riporta che essendo un nobile alla corte di Fruela I, avrebbe preso parte alla congiura che si concluse con l'assassinio del re, Fruela I e poi fu tra coloro che spinsero per l'elezione di Aurelio.
Comunque l'avvenimento importante per Silo fu il matrimonio con Adosinda, cugina del Re delle Asturie, Aurelio e figlia del re delle Asturie, Alfonso I e di Ermesinda, figlia del principe delle Asturie, Pelagio e di sua moglie Gaudiosa, di cui non si conoscono gli ascendenti, come ci viene confermato dallo storico e genealogista spagnolo, Salazar y Castro, e sorella del Re delle Asturie, Fruela I, come riportato dal CHRONICON  ALBELDENSE (Adosindam Froilae  regis  sororem).

Il matrimonio viene confermato anche dal CHRONICON  ALBELDENSE (Adosindam  Froilae  regis  sororem, conjugem  accepit), che dalla Cronica de Alfonso III (Adosindam Adefonsi Principis filiam sor- titus esset coniugem), mentre la CRONICA ROTENSIS, riporta che il matrimonio avvenne dopo la morte di Aurelio (Post cuius obitum Silo Adefonsi filiam nomine Adosindam in coniungio accepit).

### Accesso al trono

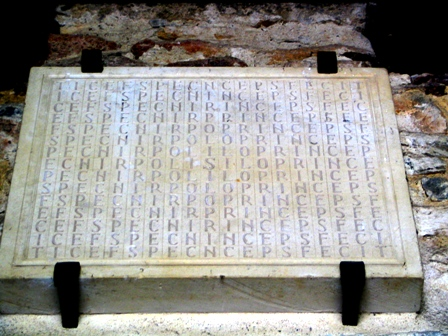
Stele di fondazione della Chiesa di San Giovanni (Santianes de Pravia) di Pravia. Partendo dalla "S" centrale e leggendo sia in direzione orizzontale che verticale si legge "Silo princeps fecit".

Il Re delle Asturie, Aurelio morì di morte naturale, nel 774, nella valla di Langreo, dove aveva posto la sua residenza e dove fu sepolto, come riporta il Sebastiani Chronicon, mentre la CRONICA ROTENSIS, riporta come anno di morte il 773; il Chronicon Compostellani riporta che Aurelio regnò per 6 anni e 6 mesi.

Siccome Alfonso, il figlio ed erede del predecessore di Aurelio, Fruela I, era ancora molto giovane, secondo il Diccionario biográfico español, Real Academia de la Historia, la nobiltà elesse al trono Adosinda, unitamente al marito, Silo, che divenne re delle Asturie, come confermano sia il CHRONICON  ALBELDENSE, che la CRONICA ROTENSIS.

Al momento di diventare re grazie al suo matrimonio con Adosinda, si avanzarono dubbi sul diritto della moglie di poter ereditare la carica che era stata di suo padre. Alcuni autori però sostengono che per tale successione valeva il principio della successione matrilineare e non della cosiddetta "legge salica".
Un documento di Silo (Silo rex), datato 775, della España sagrada, Volumen 18 conferma la donazione di un terreno per la fondazione di un monastero; il retro del documento poi fu confermato anche dai successivi re, Alfonso II il Casto, Ramiro I, Ordoño I e Alfonso III Magno.

### Trasferimento della corte a Pravia
Salito al trono, Silo, come conferma il CHRONICON  ALBELDENSE (in  Pravia  solium  firmavi) trasferì la capitale da Cangas de Onís a Pravia, dal momento che il sovrano faceva parte dell'aristocrazia locale ed era proprietario di territori nell'area. Tuttavia il trasferimento della corte avvenne anche per motivi strategici, dal momento che Pravia, antico insediamento romano, sorgeva nella Valle del Nalón in prossimità della foce del fiume Nalón (a Muros de Nalón) e fiancheggiata da una via romana che finiva ad Asturica Augusta, come conferma anche il Diccionario biográfico español, Real Academia de la Historia. 

Infine un altro motivo erano anche le sollevazioni in Galizia, che rendeva la posizione di Cangas de Onís troppo eccentrica da un punto di vista geografico, come fa notare La web de las biografias.

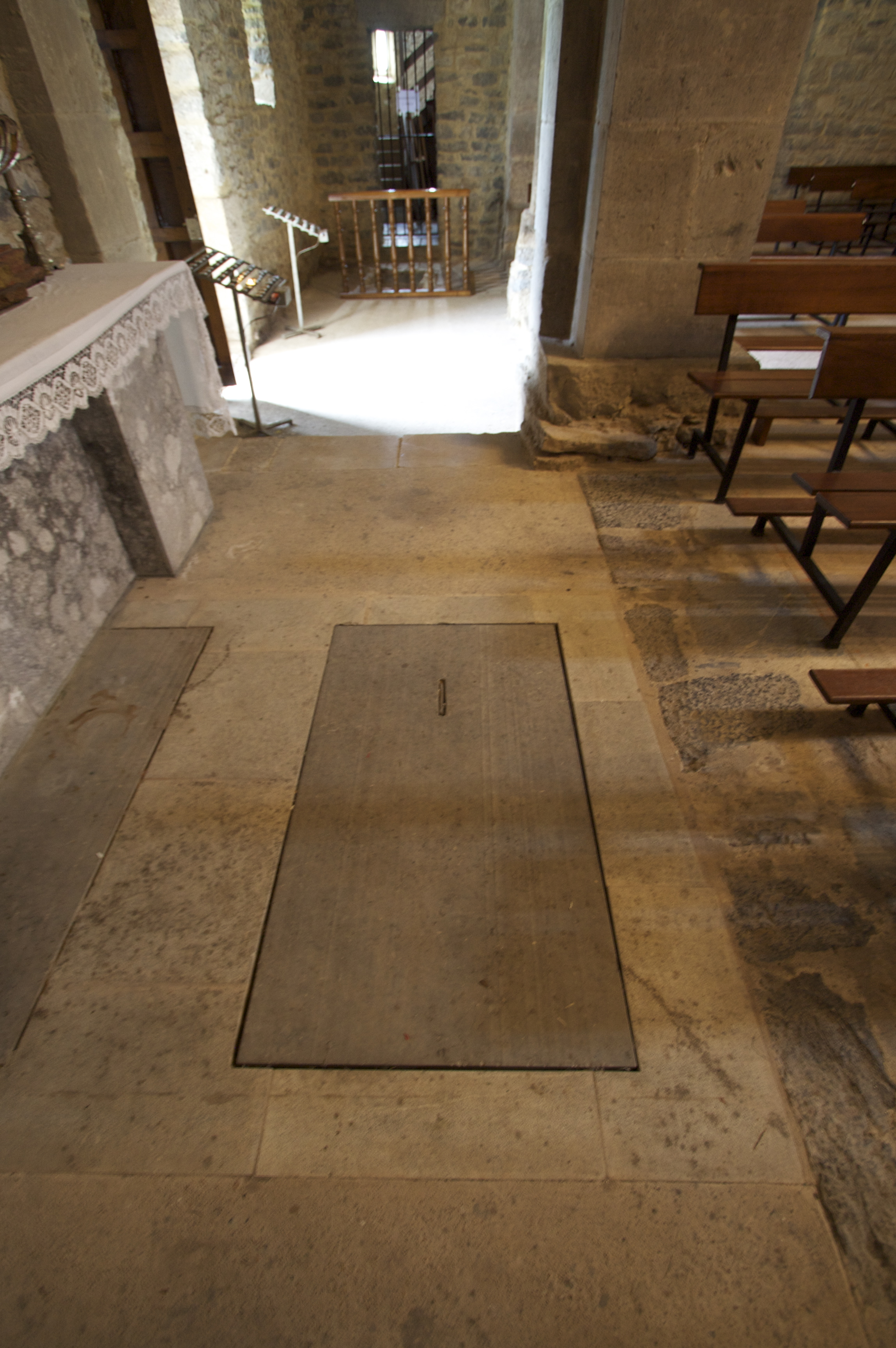
Tomba di Adosinda e del marito Silo all'interno della Chiesa di San Giovanni a Pravia

### Problemi interni
Durante il suo regno si verificò la seconda ribellione dei Galiziani, i quali furono sottomessi da Silo a Monte Cubeiro (Lugo), come viene riportato dalla Cronica de Alfonso III (Populos Galleciae contra se rebellan- tes in monte Cuperio bello superauit,), dalla CRONICA ROTENSIS (Galleciam sibi reuellantem inito
certamine in monte Cuperio superauit et suo imperio subiugauit) e dal Sebastiani Chronicon.
Invece con Al-Andalus, il rapporto fu pacifico, sia per via delle origini della madre (Cum  Spania  ob  causam matris  pacem  habuit), e probabilmente era in buoni rapporti con il primo emiro, ʿAbd al-Raḥmān I ibn Muʿāwiya.

### Fine del regno
Silo viene citato ancora in un documento, datato 780, del figlio di Silo, Aldegaster (Addelgaster filius Silonis Regis), inerente alla fondazione del Monastero di Santa María la Real (Obona).
Silo morì di morte naturale, nel 783, a Pravia, dove, secondo il Sebastiani Chronicon fu sepolto nella Chiesa di San Giovanni (Santianes de Pravia); il Chronicon Compostellani riporta che Silo regnò per 9 anni 1 mese e 1 giorno.
Alla morte di Silo, sua moglie, Adosinda, senza eredi, proclamò re delle Asturie suo nipote, il giovane figlio di Fruela I delle Asturie, Alfonso, che ormai era maggiorenne e, che, secondo la CRONICA ROTENSIS era già governatore di palazzo con Silo. Ma il fratellastro di Adosinda, Mauregato, figlio naturale di Alfonso I e di una schiava araba, con l'appoggio di parte della nobiltà, spodestò il nipote, Alfonso, che fu allontanato dal regno dallo zio, Mauregato e trovò ospitalità presso i parenti della madre ad Alava (Adefonsum de regno expulit. Quo fugiens Adefonsus Alabam petiit propinquisque matris sue se contulit).
Forse, poiché, a corte, non si sentiva sicura, in quanto aveva dato appoggio al nipote, seguendo la tradizione delle regine vedove visigote, Adosinda abbracciò la vita monastica (Adosinda forse era stata forzata dal fratellastro Mauregato ad entrare in convento) e il 26 novembre 785, prese i voti e di lei non si ebbero più notizie; molto probabilmente si ritirò nel monastero di San Giovanni di Pravia, dove si presume che morisse; infatti il Sebastiani Chronicon riporta che Adosinda fu tumulata nel monastero di San Giovanni di Pravia, accanto al marito, Silo.

## Discendenti
Silo da Adosinda non ebbe discendenza.
Silo ebbe un supposto figlio naturale oppure di una moglie precedente, come risulta da un documento, datato 780:
- Aldegaster (Addelgaster filius Silonis Regis), inerente alla fondazione del Monastero di Santa María la Real (Obona)

### Fonti primarie
- (LA)  Anastasii abbatis opera omnia.
- (LA)  CRONICA ROTENSIS)
- (LA)  Cronica de Alfonso III
- (LA)  Historia silense
- (LA)  España sagrada. Volumen 13
- (LA)  España sagrada. Volumen 18
- (LA)  España sagrada. Volumen 23
- (LA)  España sagrada. Volumen 37

### Letteratura storiografica
- (ES)  Historia Genealógica de la Casa de Lara